# Anne Vilde Tuxen
Anne Vilde Tuxen (Tananger, 27 febbraio 1998) è una tuffatrice norvegese.

## Biografia
Compete nel trampolino da 3 metri e dalla piattaforma da 10 metri. Dal trampolino compete anche nel sincro insieme alla sorella Helle Tuxen.
Ha partecipato alle Olimpiadi di Tokyo 2020, arrivando al ventottesimo posto dalla piattaforma.
Alla coppa del mondo di Tokyo 2021 si classificata sedicesima nella semifinale della piattaforma 10 metri e trentaseiesima nel trampolino 3 metri. Ha gareggiato con la sorella Helle nel sincro 10 metri, terminando undicesima.